# سيزار سيلفارا
سيزار سيلفارا (بالإسبانية: César Fernando Silvera Fontela)‏ هو لاعب كرة قدم أوروغواياني في مركز الوسط، ولد في 7 مايو 1971 في مونتيفيديو في الأوروغواي. لعب مع بنيارول.

## وصلات خارجية
- سيزار سيلفارا على موقع قاعدة بيانات كرة القدم.إي يو (الإنجليزية)
- سيزار سيلفارا على موقع ناشيونال فوتبول تيمز (الإنجليزية)
- سيزار سيلفارا على موقع عالم كرة القدم.نت (الإنجليزية)